# Kwangmyong (intranet)

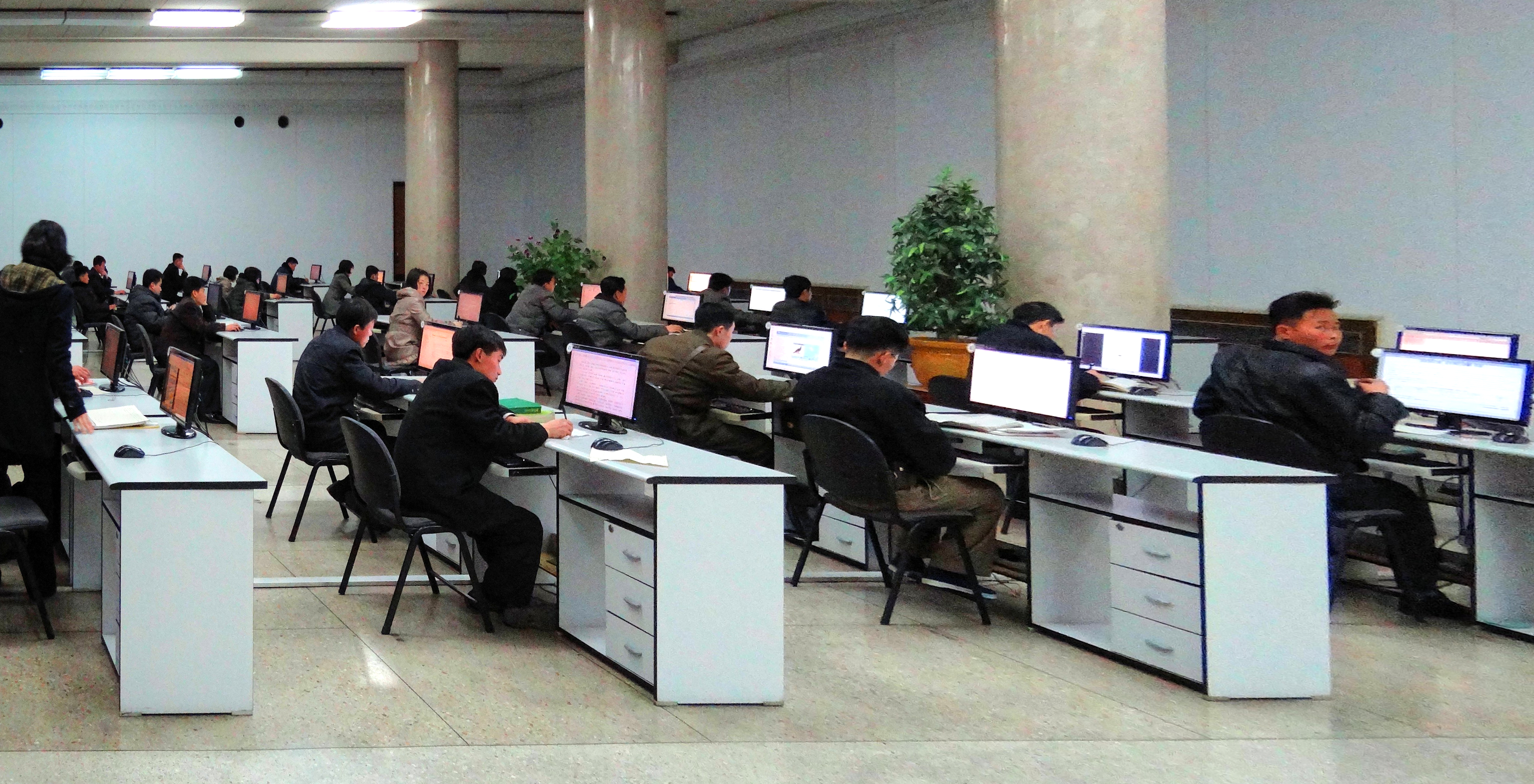
Un salón de computadoras con acceso a Kwangmyong en el Gran Palacio de Estudios del Pueblo de Pionyang.

Kwangmyong (Chosŏn'gŭl: 광명; Hancha: 光明; en español: Brillante) es el intranet nacional de tipo "jardín vallado" de Corea del Norte, iniciado en 2000. Se puede acceder a este mediante navegadores web, incorpora servicios de correo electrónico, grupos de noticias y un motor de búsqueda interno. La red tiene su propio DNS para utilizar nombres de dominio que no son utilizados en el internet público. Se puede acceder a sus páginas web a través de un URL o una dirección IP.
En Corea del Norte, solamente a un pequeño número de personas se les permite usar el Internet global con autorización del gobierno, por lo que Kwangmyong es la única red de computadoras disponible para sus habitantes. Es un servicio gratuito de uso público. 

## Descripción
Diseñado solamente para su uso en Corea del Norte, Kwangmyong no está directamente conectado al Internet para que sus usuarios no puedan  acceder a fuentes de información extranjeras o para evitar la fuga de información clasificada.[cita requerida] Funciona como un tipo de censura, evitando el acceso a información no deseada. Por lo tanto, es poco probable que temas e información delicados aparezcan en Kwangmyong debido a la ausencia de un enlace al exterior. Kwangmyong es mantenido por el Centro de Computación de Corea, que asegura el acceso a información "aceptable" a través de la red. Sin embargo, grandes cantidades de materiales del Internet ingresan en Kwangmyong después de ser procesados.[cita requerida]

## Cobertura
Se puede acceder a Kwangmyong desde las principales ciudades de Corea del Norte y sus provincias, así como desde universidades y principales entidades industriales y comerciales. Hay varios cibercafés en Pionyang.

## Contenido
- Información sobre política, economía, ciencias, cultura y otros campos del saber.
- Servicio de noticias nacionales.
- Un servicio de correo similar al correo electrónico.
- Una red social.[7]
- Departamentos de investigación de universidades, obras e información compartidos en la red a través de intercambios académicos virtuales.
  - Academia de Ciencias para la ciencia y la tecnología (Chosongul: 과학기술전시관 Hancha: 科學技術展示館).
  - Academia de Ciencias para la ciencia médica (Chosongul: 의학과학정보센터 (enlace roto disponible en Internet Archive; véase el historial, la primera versión y la última).).
- Páginas web de diversas agencias gubernamentales, gobiernos provinciales, institutos culturales y universidades, así como de las principales entidades comerciales e industriales.
- Páginas web del Internet censuradas (la mayoría sobre temas científicos). A pedido, se pueden descargar páginas web completas del Internet, ser revisadas y censuradas, para su posterior publicación en Kwangmyong.[2]
- Una biblioteca electrónica (Chosongul: 전자도서열람 (enlace roto disponible en Internet Archive; véase el historial, la primera versión y la última).).
- Algunas tiendas virtuales de entidades comerciales.[8]

En 2014, se estimaba que Kwangmyong tenía entre 1.000 y 5.500 páginas web.

## Acceso a la red
Kwangmyong tiene acceso ilimitado las 24 horas, a través de una conexión dial-up. En 2013 ya se podían comprar en Corea del Norte diversas tabletas con sistema operativo Android, incluyendo la Samjiyon, que ofrecen acceso a Kwangmyong.

## Idiomas
El principal idioma de la interfaz de la red es el coreano, siendo mantenida por más de 2.000 expertos en idiomas, según información oficial, para extender sus servicios en ruso, chino, inglés, francés, alemán y japonés, con un servicio de traducción en línea en tiempo real para los siete idiomas, así como una base de datos que contiene más de 2.000.000 de palabras para ayudar a los usuarios que no hablan idiomas extranjeros.

## Control de la información
Al no haber una conexión directa con el Internet global, la información no deseada no puede entrar a la red. La información es filtrada y procesada por agencias gubernamentales antes de ser alojada en el intranet norcoreano. Cuba y Birmania también emplean un sistema de red similar, separado del Internet, reportándose que Irán planea implementar una red de este tipo.